# Лорикеты
Лорикеты (лат. Trichoglossus) — род птиц отряда попугаеобразных.

## Распространение
Обитают в Австралии и на некоторых островах этого региона — Тиморе, Тасмании, Молуккских, Соломоновых и других.

## Образ жизни
Населяют высокоствольные тропические леса. Питаются различными семенами, плодами, цветками и ягодами.

## Классификация
В состав рода включают 10 видов:
- Trichoglossus rubiginosus — Вишнёво-красный лорикет
- Trichoglossus chlorolepidotus — Чешуйчатогрудый лорикет
- Trichoglossus haematodus — Многоцветный лорикет
- Trichoglossus rosenbergii Schlegel, 1871
- Trichoglossus moluccanus — Радужный лорикет
- Trichoglossus rubritorquis
- Trichoglossus euteles — Желтоголовый лорикет
- Trichoglossus capistratus (Bechstein, 1811)
- Trichoglossus weberi
- Trichoglossus forsteni